# Selores
Selores ist ein Ort und eine ehemalige Gemeinde (Freguesia) im portugiesischen Kreis Carrazeda de Ansiães. Die Gemeinde hatte 135 Einwohner (Stand 30. Juni 2011).
Am 29. September 2013 wurden die Gemeinden Selores, Lavandeira und Beira Grande zur neuen Gemeinde União das Freguesias de Lavandeira, Beira Grande e Selores zusammengeschlossen.